# Gabriel Bethlen
Gabriel Bethlen eller ungarsk Bethlen Gábor (1580 – 15. november 1629) var fyrste af Transsylvanien 1613-29.
Gabriel var medlem af den ungarske Bethlenslægt og var en tilhænger af flere transsylvanske fyrster. Efter Gabriel Báthorys mord blev Bethlen selv fyrste med hjælp af det Osmanniske Rige. Han kæmpede i mange år imod den tysk-romerske kejser Ferdinand 2.